# Anton Mayer (Kunsthistoriker)
Georg Anton Mayer, Pseudonym Johannes Reinwaldt, (* 22. April 1879 in Berlin; † 19. Dezember 1944 im Konzentrationslager Neuengamme) war ein deutscher Kunsthistoriker und Schriftsteller.

## Leben

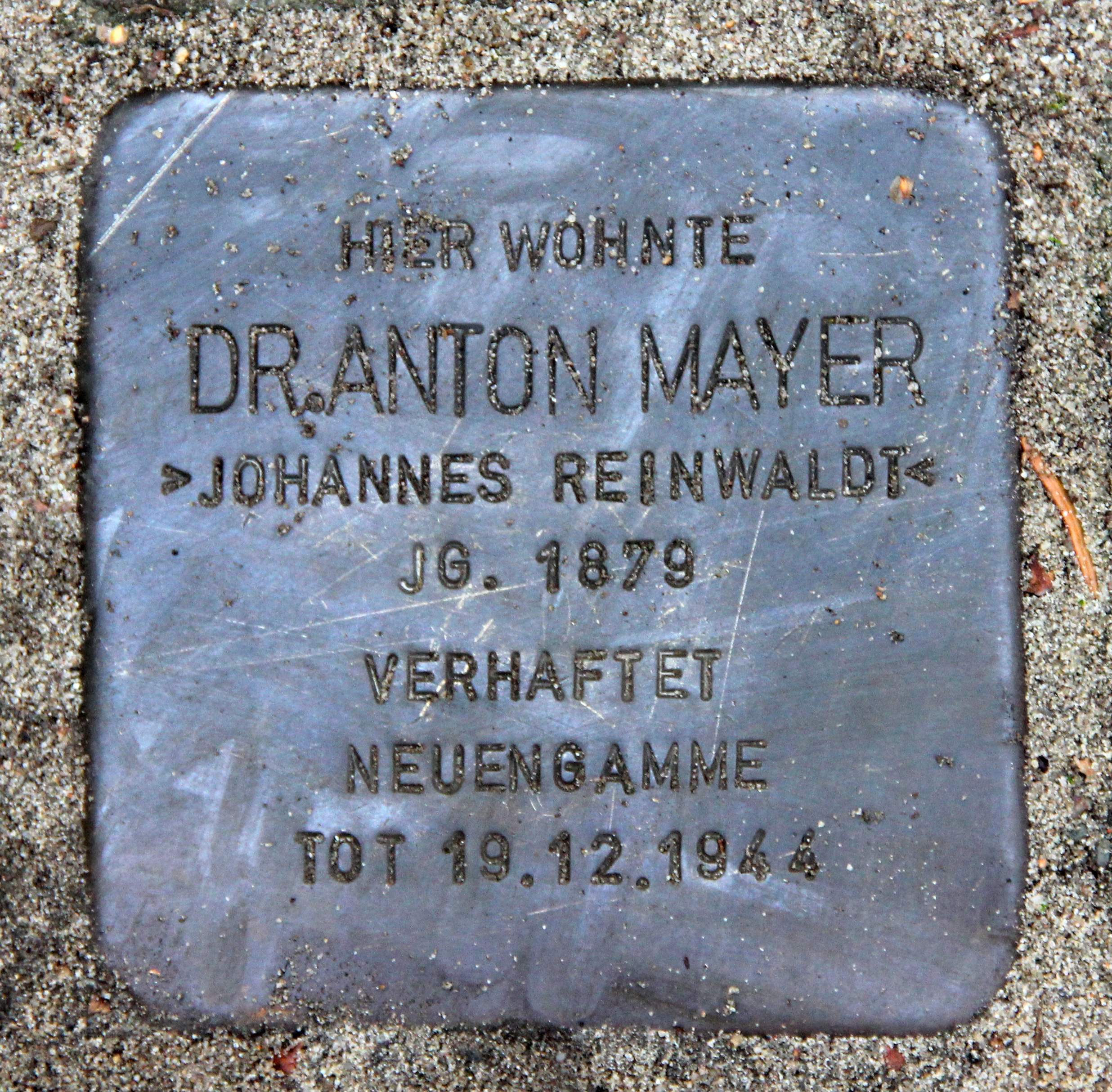
Stolperstein am Haus, Rudolf-Breitscheid-Straße 60, in Kleinmachnow

Anton Mayer war der Sohn des Bankdirektors Georg Anton Mayer (1846–1927) und dessen Ehefrau Selma geb. Jaffe. Nach anfänglichem Privatunterricht kam er 1888 in das Wilhelms-Gymnasium in Berlin. Das Abitur legte er 1899 in Speyer ab. Er trat im September 1899 als Fahnenjunker in das 2. Königlich Sächsische Husaren-Regiment Nr. 19 in Grimma ein, besuchte die Kriegsschule in Danzig und wurde im Januar 1901 Leutnant in diesem Regiment. 1903 schied er aus dem Dienst aus und wurde Offizier der Reserve. Während seiner Zeit beim Militär lernte er Rudolf G. Binding (1867–1938) kennen, mit dem er zeitlebens befreundet blieb. Zum Wintersemester 1903/04 begann er das Studium der Kunstgeschichte an der Universität Berlin. 1907 wurde er bei Adolph Goldschmidt an der Universität Halle promoviert. Danach war er zeitweise Volontär am Kupferstichkabinett in Berlin.
Von 1913 bis Ende Mai 1915 war er Direktor des Großherzoglichen Museums für Kunst und Kunstgewerbe in Weimar. Danach war er in Berlin als Kunst- und Musikkritiker tätig, etwa für das 8 Uhr-Abendblatt (National-Zeitung). Er lebte auf dem ehemaligen Rittergut in Berlin-Weißensee. Im Zuge der Inflation verarmte er und war auf seine Einnahmen als Autor angewiesen. 1921 bis 1925 war er mit Paul Landau Herausgeber und Redakteur der ersten drei Bände der Zeitschrift Faust. Eine Monatsschrift für Kunst, Literatur und Musik. Seit 1926 war er als freier Schriftsteller tätig.
Er publizierte viele seiner Werke unter dem Pseudonym Johannes Reinwaldt, teilweise erschienen seine Werke unter beiden Namen. Er schrieb Sachbücher und Romane in großer Zahl. Ferner übersetzte er Bücher aus dem Englischen und Französischen.
In der Zeit des Nationalsozialismus galt er als „jüdischer Mischling zweiten Grades“. Noch 1937 war er mit einer Sondergenehmigung Mitglied der Reichsschrifttumskammer, Veröffentlichungen sind bis 1942 nachweisbar. Mayer zog in das billigere Kleinmachnow bei Berlin (Kurmärkischestraße 60, heute: Rudolf-Breitscheid-Straße). Er starb im Dezember 1944 im Konzentrationslager Neuengamme.

## Familie
Anton Mayer war von 1910 bis zur Scheidung 1917 mit der Schauspielerin Lucie Höflich (1883–1956) verheiratet, aus dieser Ehe ging die Tochter Ursula Höflich (* 6. Oktober 1911 in Berlin) hervor, die ebenfalls als Schauspielerin tätig war. In zweiter Ehe war er mit der Klavierlehrerin Martha Selma Fürst (* 23. Dezember 1890 in Stuttgart) verheiratet.

## Veröffentlichungen (Auswahl)
als Anton Mayer
- Das Leben und die Werke der Brüder Matthäus und Paul Brill. Hiersemann, Leipzig 1910 (Dissertation, Digitalisat).
- Der Gefühlsausdruck in der bildenden Kunst. P. Cassirer, Berlin 1913.
- Fünf Aufsätze. P. Cassirer, Berlin 1914.
- mit Wolfgang von Oettingen: Zwanzig Zeichnungen alter Meister aus Goethes Sammlung. Verlag der Goethe-Gesellschaft, Weimar 1914.
- Die Einheit der griechischen Kunst. De Gruyter, Berlin 1924.
- Die dunklen Ströme. Roman. Horen, Berlin-Grunewald 1928.
- Peregrinus Windesprang. Roman. Horen, Berlin-Grunewald 1926.
- Geschichte der Musik. Deutsche Buch-Gemeinschaft, Berlin 1928.
- Die dunklen Ströme. Berlin 1928.
- Die Oper. Deutsche Buch-Gemeinschaft, Berlin 1929.
- Der Spielmann Gottes. Ein Mozart-Roman. Deutsche Buch-Gemeinschaft, Berlin 1932.
- (Hrsg.): Das Buch der deutschen Kolonien. Volk und Heimat, Potsdam/Leipzig 1933.
- Reitergeist. Ein Seydlitz-Roman. Volksverband der Bücherfreunde, Wegweiser, Berlin 1934 / P. Franke, Berlin 1936.
- 1000 Jahre Seefahrt. Helden, Reisen, Schiffe. P. Franke, Berlin 1934.
- Aufstieg zur Weltmacht. Entstehung. Entwicklung, Vollendung des britischen Weltreiches. Buchhandlung des Waisenhauses, Halle/Berlin 1936.
- Imperium - Faschismus: Unsterbliches Rom. Buchhandlung des Waisenhauses, Halle/Berlin 1937.
- Francis Drake. Der Admiral der Königin. P. Franke, Berlin 1937.
- Das neue Reiterbuch. Reitkunst und Reitkultur in Vergangenheit und Gegenwart. Lutz, Stuttgart 1937.
- Unsterbliche Melodie. Beethoven-Roman. P. Franke, Berlin 1938.
- Finanzkatastrophen und Spekulanten. Goldmann, Leipzig 1938.
- Der Göttergleiche. Erinnerung an Rudolf G. Binding. Rütten & Loenning, Potsdam 1939.
- Der Orkan zu Pferde, und andere Reitergeschichten. Lutz, Stuttgart 1939.
- Wir hören Musik. Deutsche Buchgemeinschaft, Berlin 1939.
- Der Zug der bunten Masken. Ein Händel-Roman. Deutsche Buchgemeinschaft, Berlin 1940.
- Piraten. Ein Tatsachenbericht. Holle, Berlin 1941.

als Johannes Reinwaldt
- Von Hannibal bis Hindenburg. Heerführer der Weltgeschichte. Schlesische Verlags-Anstalt, Berlin [1934].
- 1000 Jahre Seefahrt. P. Franke, Berlin 1934.
- Walter von der Vogelweide. Ein Minnesänger-Roman. Volksverband der Bücherfreunde, Berlin 1935
- Japan (Die Erde in Wort und Bild). Kurt Wolff, Berlin 1935.
- König Geisas Waffenbruder. Roman aus der Zeit der ersten deutschen Siedlungen in Siebenbürgen. Buchhandlung des Waisenhauses, Halle/Berlin 1937.
- Der Königsthron. Roman aus dem spanischen Karlistenkrieg. Buchhandlung des Waisenhauses, Halle/Berlin 1937.
- Der Kampf um die Freiheit. Roman aus dem amerikanischen Unabhängigkeitskrieg. Buchhandlung des Waisenhauses, Halle/Berlin 1937.
- Balthasar Springers Indienfahrt. Buchhandlung des Waisenhauses, Halle/Berlin 1938.
- Kabassu. Roman aus der Frühzeit unserer Kolonien. Buchhandlung des Waisenhauses, Halle/Berlin 1938.